# Ryo Okui
Ryo Okui (født 7. marts 1990) er en japansk fodboldspiller, som spiller for den japanske fodboldklub Omiya Ardija.